# Saga (Schiff, 1981)
Die Saga ist ein im Jahr 1981 in Dienst gestelltes Fährschiff der schwedischen Reederei Stena Line. Sie verkehrte bis 2020 zwischen dem norwegischen Oslo und Frederikshavn in Dänemark.

## Geschichte

### Silvia Regina(1981–1991)
Das Schiff wurde 1981 ursprünglich als Silvia Regina von Wärtsilä in Turku für die Reederei Stockholms Rederi AB Svea für die Silja Line gebaut. Nach dem Stapellauf am 21. Oktober 1980 wurde das Schiff am 28. April 1981 von Königin Silvia von Schweden getauft und am 10. Juni 1981 an den Auftraggeber übergeben. Ab Juni 1981 verkehrte das Schiff auf der Strecke Helsinki−Stockholm.

### Stena Britannica(1991–1994)
Das Schiff wurde 1991 an die Stena Line verkauft. Es wurde auf der Schichau Seebeckwerft in Bremerhaven umgebaut erhielt den neuen Namen Stena Britannica. Am 19. Juni 1991 wurde es auf der Route Hoek van Holland–Harwich in Dienst gestellt.

### Stena Saga(1994–2020)
Da sich das große Schiff auf der Route Hoek van Holland–Harwich nicht kostendeckend betreiben ließ, wechselte es 1994 auf die Route zwischen Oslo (Norwegen) und Frederikshavn (Dänemark) und wurde in Stena Saga umbenannt.
Aufgrund der COVID-19-Pandemie wurde der Fährbetrieb im März 2020 eingestellt und das Schiff in Göteborg aufgelegt. Der Fährbetrieb soll nicht wieder aufgenommen werden. Die Reederei sprach circa 1000 Angestellten die Kündigung aus. Ab April 2020 lag das Schiff in Uddevalla auf.

### Saga(seit 2020)
Im Dezember 2020 wurde die Stena Saga in Saga umbenannt und fährt nun unter der Flagge Zyperns. Am 16. Juni 2021 verließ die Saga den Hafen von Uddevalla Richtung Mittelmeer. Ab Juli 2021 wurde sie in Charter von Adria Ferries zwischen Ancona und Durrës eingesetzt. Der Chartervertrag endete im September 2021.
Seit November 2021 ist das Schiff für 18 Monate an Bridgemans Services Group verchartert und wird als Unterkunftsschiff auf den Philippinen eingesetzt.

## Schwesterschiff
Die Saga hat mit der ebenfalls im Jahr 1981 in Dienst gestellten Finlandia ein Schwesterschiff. Heute trägt sie den Namen Moby Dada und wird von der italienischen Reederei Moby Lines betrieben.